# 青年英雄公路
青年英雄公路（韓語：청년영웅도로）是連接朝鮮民主主義人民共和國首都平壤和其外港南浦的一條高速公路。長49公里。1998年通車。
1. ↑  Sharpe, M. E. . Yonhap News Agency. 2003: 396–397.